# 夏色奇蹟
《夏色奇蹟》是2012年4月5日開始播放的原創電視動畫，後改編為漫畫。

## 概要
聲優組合sphere的4人為主要角色，2011年9月17・18日在國立代代木競技場第一體育館舉行的live發表。

## 故事
「只有4人知道的秘密，是融入夏色天空的奇蹟。」
在静岡縣下田市裡，有4位多年來都十分要好的初中二年級女生。她們一直以來都共同上學、遊玩和出門旅行，歡樂的事和悲哀的事都會互相分享。到現在為止都應該安然繼續的每天，被其中一人搬往東京的事輕輕打破。同一時間，似曾相識的夏天奇蹟亦飄落到4人之間……

## 登場人物

### 主要角色
逢澤夏海（聲：壽美菜子）
生日是7月1日，巨蟹座，A型。體重44公斤。中學2年級生，生長於單親家庭。網球社社員。弟弟的名字是大樹。和紗季是鄰居。
與紗季約定好要一起晨練，因為紗季沒有遵守約定而跟紗季吵架了。
後來因為優香和凜子的不小心向神石許下願望，跟紗季二人緊黏在一起分不開。二人發現原因後，一起去找優香和凜子算帳，在追趕優香和凜子的途中，為了阻止快跌入海中的優香繼續奔跑，二人全力合作，總算成功的分開了，也因此察覺到紗季的想法，二人便和好了。
水越紗季（聲：高垣彩陽）
夏海打網球的雙打夥伴，在結業式時才告知眾人水越家於暑假時搬離下田市。擅長運動和學習。
因為搬家去東京都伊豆諸島中的八丈島的緣故放棄了網球，因此跟夏海起了衝突。。
跟夏海和好後，二人繼續晨練的約定。
為了讓大樹跟祐介和好，跟祐介謊稱自己是魔女，並且願意表演飛行給祐介看，請祐介找大樹一起來見證，但是因為神石沒有實現四人飛行願望而失敗。
與祐介道歉後，在夏海的幫助下，祐介跟大樹總算和好了。
對優香的表哥貴史一點也不感興趣，跟優香交換回身體後，便發簡訊拒絕其追求。
花木優香（聲：戶松遥）
旅館「花木屋」的女兒。時常顯得活潑，喜歡偶像。有一名姐姐。體力非常差，與夏海三人不同，只要一跑步馬上就氣喘吁吁的。
在知道神石的力量後，回家整理了一大堆願望，打算請神石實現，但是因為是一個人獨自向神石許願，所以都沒有成功。
對自己的表哥佐野貴史有好感，但是貴史喜歡紗季。因為跟神石許願，與紗季互換了身體，然後跟表哥貴史去水族館約會，最後察覺到表哥貴史眼中看到的是紗季，而不是自己，傷心的流下眼淚。
環凛子（聲：豐崎愛生）
姬石神社的女兒。喜歡音樂的無口系少女，非常喜歡音樂。只要發燒，就會看見鯨魚。
在小學四年級時轉學至下田市，在某次上課時告訴老師看見天花板上的鯨魚（當時正在發燒），因而遭到同學們嘲笑，後來優香，紗季及夏海跳出來一同聲援，四人因此成為好朋友。在四人之中與優香的感情最要好。
在夏海跟紗季報復下，跟優香緊黏在一起，吃了不少苦頭。

### 四人的家人
逢澤涼（聲：澤城美雪）
夏海的母親。
逢澤大樹（聲：真堂圭）
夏海的弟弟。
紗季的父親（聲：三木真一郎）
紗季的父親，醫生。預定要到位於東京都伊豆諸島中的八丈島上的「三原醫院」註診，為該醫院的年老醫生的學生。
紗季的母親（聲：山崎和佳奈）
紗季的母親，護士。
優香的母親（聲：長澤美樹）
旅館「花木屋」的女將。
優香的姐姐（聲：名塚佳織）
凛子的父親（聲：子安武人）
姬石神社的神主。
凛子的母親（聲：恒松步）

### 其他
笠井老師（聲：鈴村健一）
夏海等四人的班主任兼網球社導師。
祐介（聲：MAKO）
大樹的朋友。喜歡超自然現象和UFO，偶然間發現了夏海四人飛在半空中。因為告訴大樹這件事，結果導致二人鬧的不愉快，但是最後在紗季的幫助下，二人和好了。
啟太（聲：小松未可子）
大樹的朋友。
佐野貴史（聲：宮野真守）
優香的表哥，家中是酒屋，中學3年級。喜歡紗季，曾經跟與紗季互換身體的的優香去水族館約會，但是本人到最後都沒有察覺到。
淺野學姊（聲：沼倉愛美）、 石田學姊（聲：斎藤千和）
中學3年級，網球社，考生。曾參加春季地區賽，但敗於柴田、水野兩人。
柴田（聲：中嶋ヒロ）、水野（聲：庄子裕衣）
稻中的學生，網球社。打進秋季縣大賽的雙人組選手。
Four season
四人女子偶像組合。分別為Akira（深藍髮）、Fuyumi（啡髮） 、Miharu（栗髮）、Chinatsu（淺紫髮）。
沖山小晴（聲：寺崎裕香）
民宿「晴」的女兒，中學二年級。討厭來自島外的人。起初因其男子氣的打扮而被誤會是男生。
沖山千晴（聲：茅野愛衣）
民宿「晴」的女兒，中學二年級。小晴的雙胞胎姐姐。

## 工作人員
- 監督：水島精二
- 副監督：木村隆一
- 系列構成：浦畑達彥
- 劇本：浦畑達彥、村井貞之、高橋龍也、綾奈由仁子
- 角色原案：左
- 角色設計：田中雄一
- 美術監督：池田繁美
- 色彩設計：熊谷妙子
- 攝影監督：大神洋一
- 剪接：吉武將人
- 音響監督：菊田浩巳
- 音樂：虹音、伊藤真澄
- 音樂製作：Lantis、日昇音樂出版
- 製作人：佐藤弘幸、大山良、宮本朋律、櫻井優香、丸山博雄
- 副製作人：足立和紀
- 動畫製作：日昇動畫
- 製作：日昇動畫、Aniplex、Music Ray'n、Lantis、MBS

## 主題曲
片頭曲「Non stop road」
作詞：畑亞貴，作曲：江並哲志，編曲：虹音，歌：sphere
片尾曲「（明日的回家路上）」
作詞：，作曲：町田紀彥，編曲：增田武史，歌：sphere
片尾插曲「（南風Dramatic／充滿激情的南風）」（第7話）
作詞：，作曲：町田紀彥，編曲：增田武史，歌：Four season
印象歌曲（第1話）
作詞：rino，作曲、編曲：伊藤真澄，歌：sphere
插曲「（夢色塗鴉）」（第2話）
作詞：rino，作曲：黑須克彥，編曲：虹音，歌：逢澤夏海（壽美菜子）、水越紗季（高垣彩陽）
插曲「Day（最初思念的日子）」（第4話）
作詞、作曲：rino，編曲：虹音，歌：花木優香（戶松遙）、環凛子（豐崎愛生）
插曲「（飛天鯨魚）」（第5話）
作詞：江戶門彈鐵，作曲：多羅尾伴内，編曲：菊谷知樹，歌：環凜子（豐崎愛生）
插曲「（暑假）」（第8話）
作詞、作曲：吉田拓郎，編曲：菊谷友樹，歌：水越紗季（高垣彩陽）
插曲（第9話）
作詞、作曲：rino，編曲：虹音，歌：逢澤夏海（寿美菜子）、花木優香（戶松遙）、環凜子（豐崎愛生）
插曲「（暑假尚未結束）」（第11話、第12話）
作詞：秋元康，作曲：高橋研，編曲：山口雅也，歌：逢澤夏海（壽美菜子）、水越紗季（高垣彩陽）、花木優香（戶松遙）、環凛子（豐崎愛生）

## 電視動畫&OVA
| 話數 | 日文標題 | 中文標題                   | 劇本       | 分鏡            | 演出              | 作畫監督                                                          |
| ---- | -------- | -------------------------- | ---------- | --------------- | ----------------- | ----------------------------------------------------------------- |
| 1    |          | 第11次暑假                 | 浦畑達彥   | 木村隆一        | 木村隆一          | 木村晃一、渡部理美 濱津武廣                                       |
| 2    |          | 心心相連                   | 浦畑達彥   | 林直孝 水島精二 | 山本惠            | 豐田曉子 山田幸                                                   |
| 3    |          | 下田的天空偶爾會有少女飛過 | 村井貞之   | 龜井治          | 龜井治            | 長田伸二 升谷由紀 鎌田均                                          |
| 4    |          | 優香全速前進               | 綾奈由仁子 | 京極尚彥        | 京極尚彥          | 山村直己                                                          |
| 5    |          | 熱傷風與鯨魚               | 村井貞之   | 山本惠 水島精二 | 川越崇弘          | 南伸一郎 五十內裕輔                                               |
| 6    |          | 夏海的雙打                 | 高橋龍也   | 五十嵐紫樟      | 五十嵐紫樟        | 小野田將人、本村晃一 濱津武宏、小林亮 盛重學                      |
| 7    |          | 向雨許願                   | 浦畑達彥   | 青木康直        | 龜井治            | 山村直己、長田伸二 大竹守                                         |
| 8    |          | 憂鬱的四人旅行             | 綾奈由仁子 | 中村美          | 中村美            | 豐田曉子、盛重學 熊膳貴志、宮曉秀                                 |
| 9    |          | 旅途天空前方的前方         | 綾奈由仁子 | 木村隆一        | 奧野耕太 佐藤信二 | 小林亮、濱津武廣 蒲田均                                           |
| 10   |          | 颱風、幽靈、今天的回憶     | 村井貞之   | 三宅和男        | 川越崇弘          | 松本朋之、近藤優次                                                |
| 11   |          | 放手一搏！東京灰姑娘之旅   | 高橋龍也   | 龜井治          | 龜井治            | 小丸敏之、藤崎賢二 小林亮、濱津武廣 長田伸二、宇田早輝子 岩崎成希 |
| 12   |          | 不會結束的暑假             | 浦畑達彥   | 水島精二        | 木村隆一          | 山村直己、本村晃一 小林亮、濱津武廣 盛重學、大竹守                |
| OVA  |          | 第15个暑假                 |            |                 |                   |                                                                   |

## 播放電視台
2012年4月開始在MBS・TBS・BS-TBS等電視台播放。
 日本深夜動畫：下文記載的日本国内播放時間使用日本標準時間（UTC+9）表示。因為部分時間标识會採用30小时制，因此請留意这类超过24:00的时间，其實際播放時間為翌日清晨。
| 播放地區   | 播放電視台          | 播放日期                | 播放時間             | 所屬聯播網          | 備註                 |
| ---------- | ------------------- | ----------------------- | -------------------- | ------------------- | -------------------- |
| 近畿廣域圈 | 每日放送（MBS）     | 2012年4月5日 - 6月28日  | 星期四 26:25 - 26:55 | 日本新聞網          | 制作局 Animeism第2部 |
| 關東廣域圈 | TBS電視台           | 2012年4月6日 - 6月29日  | 星期五 26:25 - 26:55 | 日本新聞網          |                      |
| 北海道     | 北海道放送（HBC）   | 2012年4月7日 - 6月30日  | 星期六 26:48 - 27:18 | 日本新聞網          |                      |
| 靜岡縣     | 靜岡放送（SBS）     | 2012年4月10日 - 7月3日  | 星期二 25:55 - 26:25 | 日本新聞網          |                      |
| 福岡縣     | RKB每日放送         | 2012年4月10日 - 7月3日  | 星期二 26:25 - 26:55 | 日本新聞網          |                      |
| 中京廣域圈 | 中部日本放送（CBC） | 2012年4月12日 - 7月5日  | 星期四 27:05 - 27:35 | 日本新聞網          |                      |
| 日本全國   | NICONICO動畫        | 2012年4月13日 - 7月6日  | 星期五 22:30 - 23:00 | 網絡電視            |                      |
| 日本全國   | NICONICO頻道        | 2012年4月13日 - 7月6日  | 星期五 23:00更新     | 網絡電視            |                      |
| 日本全國   | 萬代頻道            | 2012年4月13日 - 7月6日  | 星期五 23:00更新     | 網絡電視            |                      |
| 日本全國   | BS-TBS              | 2012年4月21日 - 7月7日  | 星期六 24:30 - 25:00 | 日本新聞網 衛星電視 |                      |
| 日本全國   | AT-X                | 2012年5月5日 - 7月21日  | 星期六 08:00 - 08:30 | 衛星電視            | 有重播               |
| 日本全國   | BS11                | 2012年7月14日 - 9月29日 | 星期六 24:30 - 25:00 | 衛星電視            | ANIME+節目           |
| 東京都     | TOKYO MX            | 2012年7月14日 - 9月29日 | 星期六 24:30 - 25:00 | 獨立UHF局           | E!TV節目             |
| 栃木縣     | 栃木電視台          | 2012年7月14日 - 9月29日 | 星期六 24:30 - 25:00 | 獨立UHF局           |                      |
| 群馬縣     | 群馬電視台          | 2012年7月14日 - 9月29日 | 星期六 24:30 - 25:00 | 獨立UHF局           |                      |
| 日本全國   | KIDS STATION        | 2012年8月2日 - 10月18日 | 星期四 24:30 - 25:00 | 衛星電視            | 有重播               |

## 備註
1. ↑  NEWS■9/17・18 スフィア新情報 （页面存档备份，存于） planet-sphere.jp 2011年12月7日閲覧。
2. ↑  公式Twitterより （页面存档备份，存于） 2012年1月29日、同日閲覧。
3. ↑  公式サイトイントロダクションより （页面存档备份，存于） 2012年1月31日閲覧。
4. ↑  動畫第八話五分十六秒的地形圖及十四分十四至十七秒的航海路線圖
5. ↑  於『夏色キセキFESTIVAL』上映。
6. ↑  公式Twitterより （页面存档备份，存于） 2012年1月29日、同日閲覧。
7. ↑  公式サイトニュースより （页面存档备份，存于） 2012年1月31日閲覧。

## 外部連結
- 官方網站 （页面存档备份，存于） （日語）
- 夏色キセキ | 作品紹介 | ヤングガンガン YOUNG GANGAN OFFICIALSITE （日語）
- natsuiro_kiseki的X（前Twitter） （日語）